# Costa Masciarelli
Costa Masciarelli è una strada del centro storico dell'Aquila. Si sviluppa sul costolone (da cui il nome, costa) più ripido che va da Piazza del Duomo al limite della cinta muraria ed è dedicata alla memoria di Baldassarre Masciarelli, già capitano di Carlo V nel periodo di dominazione spagnola.
La strada si inserisce all'interno di uno dei quartieri medievali meglio conservati della città, abitato prevalentemente dalla comunità ebrea locale, ed è caratterizzata da una leggera curvatura verso l'interno che consentiva una maggiore difesa in caso di incursioni e assedi. I suoi 300 metri, calcolati dall'incrocio con via delle Grazie e la Porta Bazzano, costituiscono il collegamento tra il centro storico e la collina di Collemaggio anche se, per il notevole dislivello tra le due zone, la strada ha le sembianze di una lunga ed ininterrotta scalinata. Nel suo percorso è caratterizzata da palazzi medievali, antichi portali, e scorci che, unitamente al panorama sul Gruppo montuoso di Monte Ocre-Monte Cagno che è parte della catena del Sirente-Velino che si ha percorrendola verso Porta Bazzano, sono di assoluto valore artistico e naturalistico.

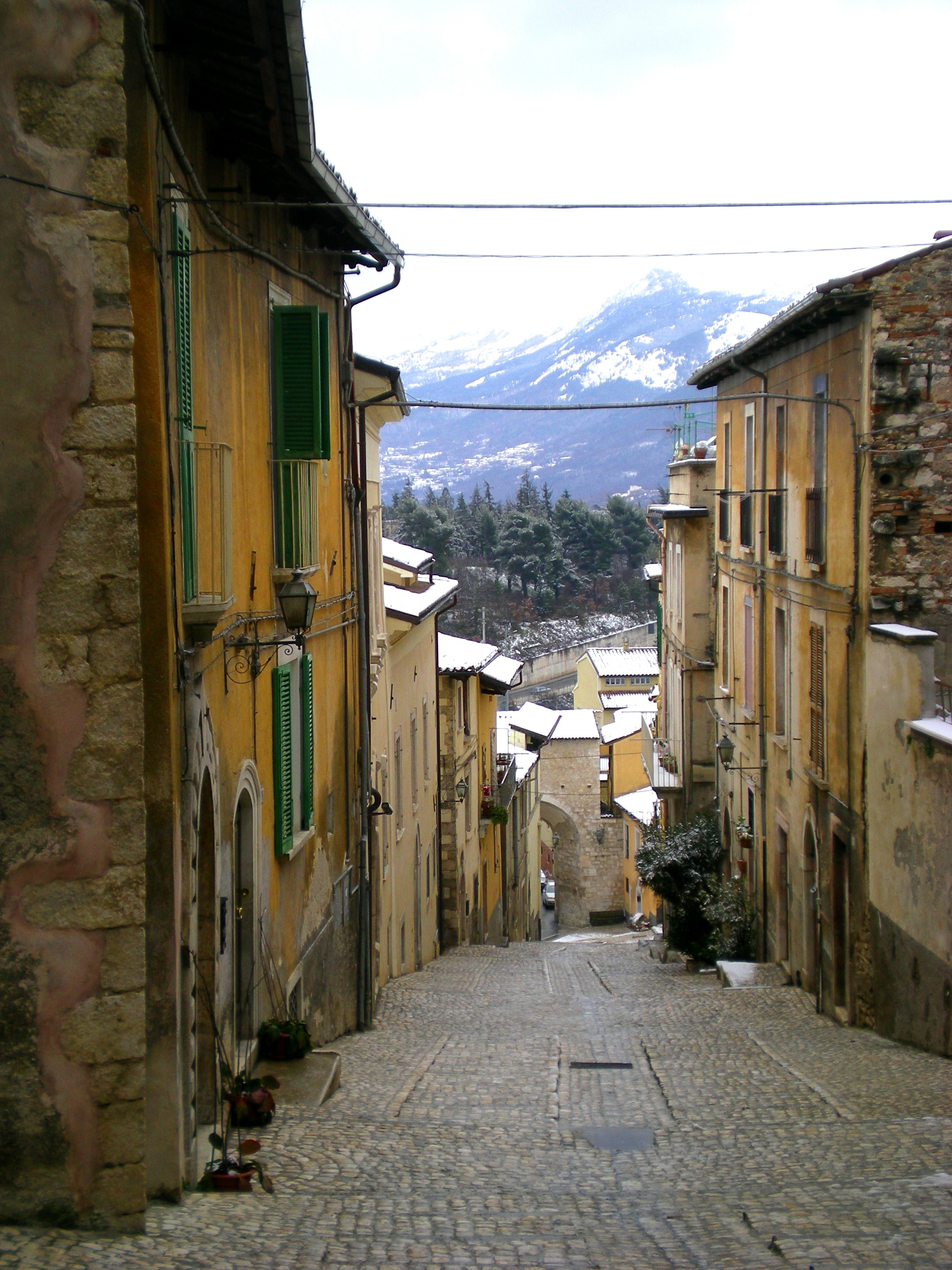
Immagine della via da nord

Verso nord la strada si immette verso la via Cimino e quindi in Piazza del Duomo, centro sociale e culturale della città. Verso sud la strada termina, all'incrocio con Via Fortebraccio, nella Piazza di Porta Bazzano caratterizzata da un fontanile del sec. XVI e dall'omonima porta del XIII secolo che venne profondamente restaurata dopo il terremoto del 1703 in cui subì ingenti danni.